# 홍담 (1509년)
홍담(洪曇, 1509년 ~ 1576년)은 조선 중기의 문신이다. 본관은 남양 (토홍). 영의정 홍언필의 조카이며, 영의정 홍섬의 사촌이다. 그리고 남곤과도 인척관계를 형성했다.

## 생애
중종 때 문과에 급제하여 홍문관정자, 수찬, 검토관, 정언을 지냈고 명종 때 이조좌랑, 의정부사인, 사헌부장령, 홍문관응교, 시강관, 사간원사간, 사헌부집의, 홍문관전한 등을 거쳐서 1550년에 홍문관직제학이 되었고 곧 동부승지가 되었다. 1551년에는 우부승지가 되었고 이후 우승지로 옮겨서 참찬관을 겸하다가 좌승지로 승진했고 1553년에는 승정원도승지가 되었다. 이후에 1554년에 전라도관찰사로 외직으로 나갔다가 동지중추부사로 돌아온 뒤 한성부좌윤으로 옮겼다. 이후 사은사로 명나라에 다녀온 뒤에 형조참판으로 옮겼다가 1556년에는 사헌부대사헌, 홍문관부제학 등을 지냈고 1557년에는 병조참판이 되었다가 다시 사헌부대사헌을 거쳐서 1558년에는 예조참판이 되었다. 이후 다시 경기도관찰사로 외직에 나갔다가 1559년에는 사간원대사간으로 내직으로 돌아왔고 다시 1560년에 경상도관찰사로 외직에 나갔다가 1561년에 동지중추부사로 돌아온 뒤에 홍주목사로 다시 외직에 나갔다. 그러다가 1564년에 형조참판으로 내직에 다시 돌아왔고 이후에 다시 승정원도승지가 되었다가 공조참판으로 옮겼다. 그러다 1565년에 한성부판윤으로 승차하면서 정경의 반열에 올랐고 다시 함경도관찰사로 외직에 나갔다가 선조 즉위 후 1568년에 병조판서가 되었고 1569년에는 이조판서가 되었다. 이후 1574년에는 도총관이 되었고 이후 예조판서가 되었고 지의금부사와 우참찬을 역임하다가 1576년에 별세한다. 조광조의 신원에 반대를 했고, 정철 등의 사림파와 대립했다.

## 가족
정랑 홍언광(洪彦光)이 아버지, 영의정 홍언필이 백부이고, 영의정 홍섬이 사촌이며, 영의정 남곤과도 인척관계를 형성했다.